# South Australian Football Association 1879
South Australian Football Association 1879 var tredje sæson i australsk fodbold-ligaen South Australian Football Association. Ligaen havde deltagelse af syv hold, som sluttede i følgende rækkefølge:
1. Norwood Football Club
2. Port Adelaide Football Club
3. South Adelaide Football Club
4. Victorian Football Club
5. Adelaide Football Club
6. South Park Football Club
7. Kensington Football Club

Norwood vandt dermed for anden gang i træk ligaen som en del af en stime på seks titler i træk.